# Дивовижне добродійство
«Дивовижне добродійство» (англ. Amazing Grace) — американсько-британський кінофільм режисера Майкла Ептеда, вийшов на екрани у 2006 році. Назва фільму відсилає до християнського гімну «Amazing Grace» («О, благодать»), який звучить у фільмі.

## Сюжет
Сумна доля людини, яка завершить життя добре відомою іншим, але незнайомою сама собі. Герой фільму – Вільям Вілберфорс – знаменитий британський парламентарій XVIII століття. Він пізнав себе в політичній боротьбі за скасування работоргівлі та рабства загалом – на той момент основи могутності Британської імперії. Работоргівля заохочувалася всіма, за винятком небагатьох. І лише деякі з них знаходили в собі сили виступити проти зловісного права торгувати людьми. «Amazing Grace», що значить «О, благодать (врятований тобою)», – християнський гімн Богові. Його заслуговує і Вілберфорс, що у чесній боротьбі покращив світ і долі мільйонів людей.

## У ролях
| Актор                | Роль                   |
| -------------------- | ---------------------- |
| Йоан Гріффіт         | Вільям Уїлберфорс      |
| Ромола Гарай         | Барбара Спунер         |
| Бенедикт Камбербетч  | Вільям Пітт молодший   |
| Альберт Фінні        | Джон Ньютон            |
| Майкл Гембон         | лорд Чарльз Фокс       |
| Руфус Сьюелл         | Томас Кларксон         |
| Юссу Н'Дур           | Олауда Еквіано         |
| Кіаран Гайндс        | лорд Тарлетон          |
| Тобі Джонс           | Вільям, герцог Кларенс |
| Ніколас Фаррелл      | Генрі Торнтон          |
| Джеремі Свіфт        | Річард                 |
| Стівен Кемпбелл Мур  | Джеймс Стівен          |
| Сильвестра Ле Тузель | Маріанна Торнтон       |

## Цікаві факти
- У 2008 році фільм отримав Премію Святого Христофораза найкращий фільм.
- Крім гімну «Amazing Grace» (у виконанні Йоана Гріффіта), у фільмі звучить музика Йозефа Гайдна («Opus 64») та Петра Чайковського («Ранкова молитва» з «Дитячого альбому»).